# Parathelypteris borealis
Parathelypteris borealis är en kärrbräkenväxtart som först beskrevs av Hiroshi Hara, och fick sitt nu gällande namn av Shing. Parathelypteris borealis ingår i släktet Parathelypteris och familjen Thelypteridaceae. Inga underarter finns listade.